# Opoj
Opoj é um município da Eslováquia, situado no distrito de Trnava, na região de Trnava. Tem 4,62 km² de área e sua população em 2019 foi estimada em 1269 habitantes.

## Demografia
| Ano:        | 1994 | 2004   | 2014    | 2024    |
| ----------- | ---- | ------ | ------- | ------- |
| Broj ljudi: | 788  | 801    | 1028    | 1344    |
| Razlika:    |      | +1,64% | +28,33% | +30,73% |

| Ano:               | 2023 | 2024   |
| ------------------ | ---- | ------ |
| Número de pessoas: | 1335 | 1344   |
| Diferença:         |      | +0,67% |